# Ален Њуел
Ален Њуел (енгл. Allen Newell; Сан Франциско, 19. март 1927 — Питсбург, 19. јули 1992) је био амерички научник и један од оснивача области вештачке интелигенције.